# Модльничка
Модльни́чка (пол. Modlniczka) — село в Польше в сельской гмине Велька-Весь Краковского повета Малопольского воеводства.

## География
Село располагается в 9 км от административного центра воеводства города Краков. Через южную часть села проходят краевые дорогb № 7, 79 и обходная краковская дорога. В административные границы села входит территория бывшего военного полигона, на которой сегодня находятся различные торговые центры.

## История
Впервые село упоминается в привилее Болеслава Стыдливого от 30 мая 1254 года, в котором он передавал село в собственность женскому монастырю норбертанок в Звежиньце (сегодня — часть Кракова). Позднее село принадлежало краковскому капитулу. В XIV веке владельцами села был шляхетский род Чадера. С конца XVIII века село принадлежало Станиславу Ивицкому герба Кушаба. Село принадлежало католическому приходу в Модльнице. В XIX в селе было рыбное хозяйство.
В 1975—1998 годах село входило в состав Краковского воеводства.

## Население
По состоянию на 2013 год в селе проживало 1 273 человек.
| 1869 | 1880 | 2000 | 2001 | 2002 | 2003 | 2004 | 2005 | 2006 | 2007 | 2008 | 2009 | 2010 | 2011 | 2012 | 2013 |
| ---- | ---- | ---- | ---- | ---- | ---- | ---- | ---- | ---- | ---- | ---- | ---- | ---- | ---- | ---- | ---- |
| 328  | 351  | 888  | 907  | 950  | 973  | 1020 | 1025 | 1035 | 1096 | 1126 | 1156 | 1182 | 1228 | 1262 | 1273 |

| Перепись  | Всего   | Всего | Женщины | Женщины | Мужчины | Мужчины |
| --------- | ------- | ----- | ------- | ------- | ------- | ------- |
| Единицы   | человек | %     | человек | %       | человек | %       |
| Население | 1 273   | 100   | 653     | 51,2    | 620     | 48,8    |

## Экономика
В административных границах села находятся торговые центры Leroy Merlin, торговые центры «Witek», «Kraków Futura Park», «Kraków Airport Logistics Center» и два автомобильных салона.

## Достопримечательности
- Артиллерийский форт 43 Pasternik, построенный в 1881 году и входивший в фортификационную систему Краковской крепости.